# Bengt Sterner
Bengt Lars Adolf Sterner, född 20 februari 1911 i Adolf Fredriks församling, Stockholms stad, död 21 juli 1990 i Trångsunds församling, Stockholms län, var en svensk musiklärare och domkyrkoorganist.

## Biografi
Bengt Sterner föddes 1911 i Stockholm. Han var son till ingenjören Haldan Sterner och Rosa Andersson. Sterner avlade 1936 högre organistexamen vid Musikaliska Akademien, 1937 högre kantorsexamen och 1938 musiklärarexamen. Han blev 1940 organist i Hedemora församling och 1953 organist i Malmö Sankt Pauli församling. Sterner blev 1964 domkyrkoorganist i Luleå domkyrkoförsamling.
Sterner var Musiksakkunnig vid Luleås domkapitel. Han fick utmärkelsen P A Bergs jeton.

### Familj
Sterner gifte sig 1945 med Gertrud Lysén (född 1923), dotter till byggmästaren Oscar Lysén och småskolläraren Sigrid Péters. De fick tillsammans barnen Håkan Sterner (född 1947) och Staffan Sterner (född 1951).